# Ambrostoma leigongshana
Ambrostoma leigongshana là một loài bọ cánh cứng trong họ Chrysomelidae. Loài này được Wang miêu tả khoa học năm 1992.